# Prihova (gmina Nazarje)
Prihova – wieś w Słowenii, w gminie Nazarje. W 2018 roku liczyła 236 mieszkańców.